# 艾瑞克·葛瑞芬 (籃球運動員)
艾瑞克·隆德里·葛瑞芬（1990年5月26日—）為美國男子籃球運動員，場上位置為大前鋒。
葛瑞芬生於佛罗里达州奧蘭多，成長於佛羅里達州中部地區，高中前三年就讀梅納德伊凡高中，最後一年來到威廉倫尼克布恩高中，大學最初就讀海沃西學院，後輾轉到加登城社區學院，最終落腳於坎貝爾大學，2012年葛瑞芬投入NBA選秀但不幸落選，代表洛杉磯湖人參加夏季聯賽，之後與耶西極光簽約，而2013年代表邁阿密熱火參加夏季聯賽，在例行賽開打前三天被邁阿密熱火釋出，未來幾年葛瑞芬不斷爭取踏上NBA舞臺的機會，然而2016年葛瑞芬捲入一起謀殺案，儘管最終洗清清白，但這對葛瑞芬的職業生涯帶來了傷害。
2018年6月23日，葛瑞芬加盟義大利籃球甲級聯賽雷焦艾米利亞。2019年6月24日，葛瑞芬加盟澳大利亞國家籃球聯賽阿得雷德36人。2023年11月22日，T1聯盟臺南台鋼獵鷹宣佈葛瑞芬加盟，中文登錄名為「葛瑞飛」。12月30日，臺南台鋼獵鷹宣布與葛瑞芬達成離隊協議，總計3場比賽繳出場均10.7分、4.7籃板及2助攻的表現，海法夏普爾宣布與葛瑞芬簽約至2023-24賽季結束。2024年6月18日，葛瑞芬加盟克布拉迪亞斯海盜。

## 生涯數據

### T1聯盟
例行賽
| 賽季    | 球隊         | GP | MPG   | 2P%  | 3P%  | FT%  | RPG | APG | SPG | BPG | PPG  |
| ------- | ------------ | -- | ----- | ---- | ---- | ---- | --- | --- | --- | --- | ---- |
| 2023–24 | 臺南台鋼獵鷹 | 3  | 20:09 | 40.0 | 33.3 | 50.0 | 4.7 | 2.0 | 0.7 | 1.0 | 10.7 |

## 外部連結
- 艾瑞克·葛瑞芬的Instagram帳戶
- 艾瑞克·葛瑞芬的X（前Twitter）
- 艾瑞克·葛瑞芬在fiba.basketball（英语）
- 艾瑞克·葛瑞芬在義大利籃球聯賽（意大利语）
- 艾瑞克·葛瑞芬在Basketball-Reference.com（NBA）（英语）
- 艾瑞克·葛瑞芬在Basketball-Reference.com（NBA G聯盟）（英语）
- 艾瑞克·葛瑞芬在Basketball-Reference.com（國際）（英语）
- 艾瑞克·葛瑞芬在Sports-Reference.com（NCAA）（英语）
- 艾瑞克·葛瑞芬在Eurobasket.com（球員）（英语）
- 艾瑞克·葛瑞芬在RealGM（英语）
- 艾瑞克·葛瑞芬在Proballers（英语）
- 艾瑞克·葛瑞芬在Flashscore（英语）